# Conventions internationales sur le terrorisme
Vous pouvez aider à l'améliorer ou bien discuter des problèmes sur sa page de discussion.
- La traduction est incomplète. (Marqué depuis septembre 2015)

Depuis les années 1960, à partir des premiers actes de détournement d'avion, la communauté internationale a établi des normes de droit international public pour sanctionner le terrorisme.
Les débats internationaux sont marqués par la définition et la catégorisation pénale du délit de terrorisme, les aspects liés aux droits humains dans les actes antiterroristes, et des aspects plus ponctuels comme la préservation du droit d'asile, de grande importance dans le droit international d’Amérique latine, les mécanismes d'extradition, et la préservation des juridictions propres à chaque pays.
Jusqu'au début de 2008, treize instruments juridiques internationaux sont considérés par les Nations unies comme des normes pour lutter contre le terrorisme. Les Nations unies ont constitué un organe spécifiquement affecté à cette tache, sous la dénomination de Comité contre le Terrorisme.

## Normes internationales mondiales
Les treize moyens, conventions et protocoles mondiaux liés à la lutte contre le terrorisme, en 2008, sont :
1. Convention relative aux infractions et à certains autres actes survenant à bord des aéronefs Signée à Tokyo le 14 septembre 1963
  - Signature : Tokyo, 14 septembre 1963
  - Entrée en vigueur : 4 décembre 1969
2. Convention de 1970 pour la répression de la capture illicite d'aéronefs (dite « Convention de La Haye »)
  - Signature : La Haye, 16 décembre 1970
  - Entrée en vigueur : 14 octobre 1971
3. Convention de 1971 pour la répression des actes illicites dirigés contre la sécurité de l'aviation civile (dite « Convention de Montréal »)
  - Signature : Montréal, 23 septembre 1971
  - Entrée en vigueur : 26 janvier 1973
4. Convention de 1973 sur la prévention et la répression des infractions contre les personnes jouissant d'une protection internationale, y compris les agents diplomatiques
  - Signature : New York, 14 décembre 1973
  - Entrée en vigueur : 20 février 1977
5. Convention internationale de 1979 contre la prise d'otages
  - Signature : New York, décembre 1979
  - Entrée en vigueur : 3 juin 1983
6. Convention de 1980 sur la protection physique des matières nucléaires
  - Signature: Vienne, 26 octobre 1979
  - Entrée en vigueur : 8 février 1987
  - Amendements à la Convention sur la protection physique des matières nucléaires
7. Protocole de 1988 pour la répression des actes illicites de violence dans les aéroports servant à l'aviation civile internationale
  - Signature : Montréal, 24 février 1988
  - Entrée en vigueur : 6 août 1989
8. Convention de 1988 pour la répression d'actes illicites menés contre la sécurité de la navigation maritime
  - Signature : Rome, 10 mars 1988
  - Entrée en vigueur : 1er mars 1992
  - Protocole de 2005 à la Convention pour la répression d'actes illicites contre la sécurité de la navigation maritime
9. Protocole à la Convention du 10 mars 1988 sur la répression des actes illicites contre la sécurité des plateformes fixes situées sur le plateau continental
  - Signature : Rome, 10 mars 1988
  - Entrée en vigueur : 1er mars 1992
10. Convention de 1991 sur le marquage des explosifs plastiques et en feuilles aux fins de détection
  - Signature : Montréal, 1er mars 1991
  - Entrée en vigueur : 21 juin 1998
11. Convention internationale de 1997 pour la répression des attentats terroristes à l'explosif
  - Signature : New York, 15 décembre 1997
  - Entrée en vigueur : 23 mai 2001
12. Convention internationale de 1999 pour la répression du financement du terrorisme EN PDF
  - Signature : 9 décembre 1999
  - Entrée en vigueur : 10 avril 2002
13. Convention internationale de 2005 pour la répression des actes de terrorisme nucléaire
  - Signature : New York, 13 avril 2005
  - Entrée en vigueur : 7 juillet 2007

En 2019, il existe seize instruments juridiques internationaux de la lutte contre le terrorisme.